# 표음문자
표음문자(表音文字, 영어: phonogram)는 사람의 말소리를 기호로 나타낸 문자로서 소리글자라고도 한다. 이글을 쓰고 있는 한글은 표음문자이다.
하나의 문자가 하나의 음소에 대응하는 음소 문자와 하나의 음절을 나타내는 음절 문자로 나뉜다.

## 표음문자와 표음성
표음문자의 기준은 표음성이다. 표음성이란 딕션의 난이도를 결정하는 척도로 표음성이 뛰어난 문자는 발음에 대응하는 표기가 일정하고 규칙적이며 체계적이고 과학적이다. 표음성은 언어의 철자법과 밀접한 관계가 있다. 영어는 동일한 철자의 발음이 일정하지 않아 발음기호나 원어민의 발음에 의존해야 한다. 한국어는 f,v,z 등 발음을 옛이응과 반치음으로 표기할 수 있으므로 사실상 세상의 모든 소리를 문자로 표기할 수 있는 대표적인 표음문자이다. 혹자가 주장하는 깬닙, 항녁 등은 연음현상에 의한 것이며 이 또한 발성음까지도 표기가 가능함을 웅변하는 것이다.
한국어는 대표적인 표음문자이다. 세계의 수많은 언어들 중에도 표음성이 좋은 언어는 많지 않다. 세계 언어들 중 산스크리트어, 에스페란토, 라틴어, 조지아어, 알바니아어, 핀란드어, 아제르바이잔어, 우즈베크어, 카자흐어, 튀르키예어, 말레이어, 인도네시아어, 마인어, 이탈리아어, 스페인어, 갈리시아어, 바스크어, 크로아티아어, 보스니아어, 세르비아어, 몬테네그로어, 마케도니아어, 라트비아어, 아르메니아어, 에스토니아어, 그리스어, 슬로베니아어, 체코어, 슬로바키아어, 불가리아어, 쿠르만지 쿠르드어, 자자어 등이 표음성이 높은 언어(문자언어)로 알려져 있다. 이들 언어의 특징은 문자언어에서 음성언어에 대응되는 적합한 철자법(맞춤법)을 사용한다는 데 있다.

## 같이 보기
- 음절 문자
- 자모 문자
- 자질 문자
- 표의 문자: 이집트 상형문자
- 표어 문자: 한자